# Будка залізниці 312-314 км
Будка залізниці 312–314 км (рос. Будка железной дороги 312-314 км) — присілок Сафоновського району Смоленської області Росії. Входить до складу Барановського сільського поселення.
Населення — 22 особи (2007 рік).